# Хари ван себе
Хари ван себе (енгл. Deconstructing Harry) је америчка црна комедија из 1997. године, коју је написао и режирао Вуди Ален, у којој глуме он, Керолајн Арон, Кирсти Алеј, Боб Балабан, Ричард Бенџамин, Ерик Богосијан, Били Кристал, Џуди Дејвис и други. Овај филм прича причу о успешном писцу по имену Хари Блок, кога игра Ален, који црпи инспирацију од људи које познаје у стварном животу, као и из догађаја који су му се догодили, због чега се ови људи понекад отуђују од њега.
Централна радња приказује Блока који се вози до универзитета са којег је некада избачен да би добио почасно звање. На путовању га прате три путника: проститутка, пријатељ и његов син којег је отео од бивше жене. Међутим, постоји много флешбекова, сегмената преузетих из Блоковог писања и интеракција са његовим сопственим измишљеним ликовима. Хари ван себе је добила умерено позитивне критике од критичара.

## Радња
Једне ноћи, Луси (Џуди Дејвис) добија такси до куће писца Харија Блока (Вуди Ален). Управо је прочитала Харијев најновији роман. У роману, лик Лесли (Џулија Луј Драјфус) има аферу са мужем своје сестре Кеном (Ричард Бенџамин). Луси је љута јер је роман очигледно заснован на њеној и Харијевој афери; као резултат тога, сви знају за то. Луси вади пиштољ из торбице, говорећи да ће се убити. Она тада окреће пиштољ на Харија и почиње да пуца. Она га тера на кров. Хари инсистира да је већ кажњен: његова најновија девојка Феј (Елизабет Шу) напустила га је због најбољег пријатеља Лерија (Били Кристал). Да би одвратио Луси, Хари јој прича причу коју тренутно пише: полуаутобиографску причу о сексом опседнутом младићу по имену Харви (Тоби Мегвајер) за кога Смрт грешком тврди.
На терапији, Хари схвата да се није променио од када је био младић опседнут сексом. Хари говори о церемонији почасти на свом старом универзитету, која се одржава следећег дана; посебно је несрећан што нема са ким да подели ту прилику. Након сеансе, Хари пита своју бившу жену Џоан (Кирсти Алеј) да ли може да одведе њиховог сина Хилијарда (Ерик Лојд) на церемонију. Она одбија, наводећи да Хари лоше утиче на Хилијарда. Такође је бесна на Харија због романа који је написао. У њему се лик Епштајн (Стенли Тучи) жени Хелен (Деми Мур), али брак почиње да се распада након рођења њиховог сина.
Хари наилази на познаника, Ричарда (Боб Балабан), који је забринут за његово здравље. Након што је пратио Ричарда у болницу, Хари га замоли да дође на универзитетску церемонију. Ричард делује незаинтересовано. Хари тада одлази да упозна своју бившу девојку Феј, која открива да је сада верена. Хари моли Феј да се врати са њим. Он тражи од Феј да га прати на његовој церемонији, али то се коси са Фејиним венчањем, заказаном за следећи дан.
Те ноћи, Хари спава са проститутком, Куки (Хејзел Гудман). Хари тада замоли Кукија да га прати на његовој церемонији.
Ујутро, Ричард неочекивано стиже да се придружи Харију и Кукију на путовању. Из хира, Хари одлучује да "киднапује" свог сина Хилијарда. Успут се заустављају на карневалу, затим код Харијеве полусестре Дорис (Керолајн Арон). Дорис, одана Јеврејка, узнемирена је Харијевим приказима јудаизма у његовим причама, као и њен муж (Ерик Богосијан). Током путовања, Хари се такође сусреће са својим измишљеним креацијама Кеном и Хелен, који га приморавају да се суочи са неким болним истинама о свом животу. Непосредно пре доласка на универзитет, Ричард мирно умире у колима.
Током снимања, Харијев измишљени алтер его, Мел (Робин Вилијамс) буквално клизи из фокуса, постајући замагљен. Запослени на универзитету шикну на Харија, питајући шта планира следеће да напише. Он описује причу о човеку (засновано на њему самом) који путује доле у пакао да поврати своју праву љубав (засновану на Феј) од ђавола (засновано на Ларију - обоје игра (Били Кристал). Хари и ђаво уђу у вербални дуел око тога ко је заиста злији од њих двојице. Хари стиже чак до тога да тврди да је он киднапер пре него што је прича прекинута доласком полиције. Хари је ухапшен због киднаповања Хилијарда, због поседовања пиштоља (био је Луси) и зато што је имао дрогу у колима (која припада Кукију).
Лари и Феј долазе са венчања да избаве Харија из затвора. Хари им невољно даје своје благослове. У свом стану, јадни Хари машта да се одржава универзитетска церемонија. Хари схвата да може да функционише само у уметности, а не у животу. Филм се завршава тако што се Хари враћа свом писању.

## Улоге
| Глумац             | Улога                                  |
| ------------------ | -------------------------------------- |
| Вуди Ален          | Хари Блок                              |
| Ричард Бенџамин    | Кен, Харијев лик                       |
| Керсти Али         | Џоан, Харијева друга жена              |
| Били Кристал       | Лари, Харијев пријатељ /Ђаво           |
| Џуди Дејвис        | Луси, Џејнина сестра                   |
| Боб Балабан        | Ричард                                 |
| Џули Кавнер        | Грејс                                  |
| Елизабет Шу        | Феј Секстон, Харијева последња девојка |
| Тоби Магвајер      | Харви Стерн, Харијев лик               |
| Џенифер Гарнер     | Жена у лифту, Харијев лик              |
| Пол Џијамати       | проф. Абот                             |
| Стенли Тучи        | Пол Епштајн, Харијев лик               |
| Џулија Луј Драјфус | Лесли, Харијев лик                     |
| Маријел Хемингвеј  | Бет Крамер                             |
| Робин Вилијамс     | Мел, Харијев лик                       |
| Хејзел Годман      | Куки Вилијамс                          |
| Ерик Богосијан     | Берт, Харијев зет                      |
| Деми Мур           | Хелен, Харијев лик                     |
| Керолајн Арон      | Дорис Блок, Харијева сестра            |
| Ерик Лојд          | Хилијард Блок, Харијев син             |
| Ејми Ирвинг        | Џејн, Харијева трећа жена              |
| Вајола Харис       | Елсие                                  |
| Викторија Хејл     | жена у продавници обуће                |
| Шифра Лерер        | Доли, Харијев лик                      |

### Кастинг
Вуди Ален је понудио улогу Харија Блока Елиоту Гулду, Дастину Хофману, Денису Хоперу и Алберту Бруксу, који су је сви одбили. Ален је сам преузео улогу. 

## Пријем
Хари ван себе је добила оцену одобравања од 73% на Rotten Tomatoes-у из 37 рецензија  и 61 од 100 на Metacritic -у. 

## Награде и номинације
Вуди Ален је номинован за Оскара за најбољи сценарио, сценарио написан директно за филм. Филм је номинован за награду Сателит за најбољи филм — комедија или мјузикл .

## Утицаји
Филм је генерална прерада његовог ранијег филма Сећања на звездану прашину из 1980. године, у којем је уметник такође отишао на церемонију у његову част, присећајући се прошлих веза и покушавајући да поправи и стабилизује садашње. 
Ален је обожавалац неколико реномираних европских редитеља, а његови филмови се посебно често ослањају на дела Ингмара Бергмана и Федерика Фелинија. Груби нацрт Хари ван себе, академика који је у дугој вожњи да добије почасну награду свог старог универзитета док размишља о својим животним искуствима, у суштини одражава ону из Бергманових Дивљих јагода.  Такође, филм је сличан Фелинијевом 8½, по томе што говори о уметнику који се бори са својим тренутним везама и присећа се својих старих, испресецаних секвенцама из снова, као и да је његов рад заснован на догађајима из његовог живота.
Неки критичари признају да је Ален засновао име Харија Блока на Антонијусу Блоку (Макс фон Сидов), протагонисти из Бергмановог Седмог печата.  Неки критичари, укључујући Роџера Иберта, сугеришу да је лик Харија Блока заснован на стварном аутору Филипу Роту, а не на самом Алену. 